# Croton currarii
Croton currarii là một loài thực vật có hoa trong họ Đại kích. Loài này được S.F. Blake mô tả khoa học đầu tiên năm 1918.